# Cristina, regina di Svezia
Cristina, regina di Svezia ist eine Oper (Originalbezeichnung: „Dramma storico-lirico“) in drei Akten (fünf Teilen) von Jacopo Foroni (Musik) mit einem Libretto von Giovanni Carlo Casanova. Sie  behandelt frei die letzten Wochen der Regierung der schwedischen Königin Cristina bis zu deren Abdankung im Jahr 1654 und wurde am 19. oder 22. Mai 1849 im königlichen Theater in Stockholm erstmals aufgeführt.

## Handlung
“Cristina, figlia di Gustavo Adolfo re di Svezia, saliva il trono paterno giovanissima d'anni, adulta nelle Scienze e nell'Arti. Innamorava di Magnus Gabriel De la Gardie ministro alla Corte, e nel segreto del cuore pensava farlo re deludendo così le speranze del suo cugino Carlo Gustavo, cui negli anni infantili prometteva amore, e i consigli del vecchio Cancelliere Oxenstjerna lasciatole dal padre a tutore. De la Gardie amava invece riamato Maria Eufrosina sorella a Carlo Gustavo. Un ingegno forbitissimo e ardentissimo un cuore, fruttavano a Cristina l'estimazione dei molti, ma le sue prodigalità le suscitavano una congiura nel seno istesso del suo castello. L' amor torturato di Maria e di Gabriele, quello in domato di Cristina, le sue furie scorgendosi non amata, l'arrivo di Carlo Gustavo dall' Isola di Œland in Stochkolm, ove si spinge genio secreto e salvatore nelle congiure dei Messenius, le disillusioni della giovane Regina, la sua abdicazione e il perdono generale formano il nodo e lo sviluppo del Dramma, che vogliamo raccomandato meglio che al giudizio dei dotti all'indulgenza di tutti.”

„Cristina, die Tochter des schwedischen Königs Gustav Adolf, bestieg den Thron ihres Vaters in sehr jungen Jahren, nachdem sie eine wissenschaftliche und künstlerische Ausbildung erhalten hatte. Sie verliebte sich in den Minister Magnus Gabriel De la Gardie und gedachte insgeheim, ihn zum König zu machen. Dadurch enttäuschte sie die Hoffnungen ihres Vetters Carlo Gustavo, dem sie in Kindheitstagen die Liebe versprochen hatte, und den Rat des alten Reichskanzlers Oxenstierna, der von ihrem Vater zu ihrem Vormund ernannt worden war. De la Gardie seinerseits liebte Carlo Gustavos Schwester Maria Eufrosina. Wegen ihres starken und leidenschaftlichen Herzens wurde sie von vielen hoch geschätzt, doch ihre Großzügigkeit führte auch zu einer Verschwörung direkt innerhalb des Schlosses. Die quälende Liebe von Maria und Gabriel, dessen Unterwerfung durch Cristina, ihre Wut, als sie ihre Liebe nicht erwidert fand, die Ankunft von Carlo Gustavo auf der Insel von Œland bei Stockholm, wo er zum geheimen Geist und Retter der Verschwörung des Messenius wurde, die Enttäuschung der jungen Königin, ihre Abdankung und ihre allgemeine Vergebung bilden den Knoten und die Entwicklung des Dramas, das wir lieber der Nachsicht Aller anempfohlen hätten als dem Urteil der Gelehrten.“

In der folgenden Inhaltsangabe sind die Änderungen der Triester Zweitfassung von 1850 durch eckige Klammen markiert.

### Erster Akt

#### Erster Teil: „Amore“ – Liebe
Großer Platz in der Nähe des königlichen Schlosses von Stockholm.
Links vom Zuschauer ein provisorischer Thron für die Königin; im Hintergrund ein See, dahinter die Silhouette der Stadt. Der Weg ist mit Blumen bestreut, die Häuser festlich mit Wandteppichen und Girlanden geschmückt. Schweden feiert die Rückkehr des alten Reichskanzlers Oxenstierna und damit den von diesem ausgehandelten Frieden nach dem Dreißigjährigen Krieg. Die auf dem Thron sitzende Cristina ist umgeben von den Reichsgranden, unter ihnen Magnus Gabriel De la Gardie. Maria Eufrosina, Hofdamen und Edelleute umringen diese. Ihnen gegenüber im Hintergrund sind schwedische Truppen aufgestellt. Das Volk befindet sich in Gruppen im Hintergrund. Arnold und Johan Messenius stehen abseits.
Szene 1. Nach einem Friedensgebet (Chor: „L’inno levate, o Popolo“) macht sich das Volk zur Begrüßung des in einem mit Flaggen bedeckten Schiff eintreffenden Oxenstierna bereit.
Szene 2. Oxenstierna und sein Sohn Erik gehen an Land, und der Reichskanzler huldigt seiner Königin Cristina. Gabriels Gedanken sind unterdessen auf seine Liebe zu Maria Eufrosina gerichtet. Auch Erik ist insgeheim in diese verliebt und betrachtet Gabriel eifersüchtig. Arnold und sein Sohn wiederum ärgern sich über die Aufmerksamkeit, die der von ihnen gehassten Königin zuteilwird. Zu aller Überraschung und Bestürzung verspricht diese Erik die Hand ihrer Cousine Maria. Erik und sein Vater danken ihr glücklich. Arnold hingegen hofft, Marias Geliebten Gabriel jetzt als Verbündeten für seine Umsturzpläne zu gewinnen. Alle begeben sich zum Schloss.
Ein Garten [Gemächer im königlichen Palast]
Szene 3. Gabriel ist verzweifelt darüber, Maria aufgeben zu müssen („Le fredde goccie dell’uomo che muor“).
Szene 4. Maria wirft sich in Gabriels Arme („Gabriel!“ – „Maria! Spirto gentile che irrevocabil cenno“). Als er vorschlägt, gemeinsam zu fliehen, erinnert Maria ihn daran, dass sie dadurch ihre Ehre verlieren würde. Diese ist Gabriel heilig. Somit bleibt ihnen nur der Kummer über die erzwungene Trennung. Gabriel glaubt nicht, dass die Königin ihre Pläne ändern wird.
[Szene 5.] Cristina trifft das Paar in dieser Situation an und will den Grund für Marias Tränen erfahren. Bevor diese jedoch antworten kann, schickt Cristina sie hinaus, um mit Gabriel unter vier Augen zu sprechen. Sie erinnert ihn an ihre Liebe und ihre Unterstützung bei seinem Aufstieg am Hof und will wissen, ob sich seine Gefühle für sie geändert haben. Sie ist bereit, ihn zu heiraten und den Thron mit ihm zu teilen. Innerlich aufgewühlt versucht Gabriel sie von seiner Treue zu überzeugen.
[Szene 6.] Johan teilt Cristina mit, dass die Vorbereitungen zur Hochzeit abgeschlossen sind.

#### Zweiter Teil: „Imeneo“ – Die Hochzeit
Hell erleuchteter Saal im königlichen Palast; im Hintergrund illuminierte Dachgärten
Szene 1. Höflinge und Edelleute singen ein Loblied auf den Hochzeitsgott Hymenaios („Voci ascose dell’ aure odorate“).
Szene 2. Cristina führt die bleiche und zitternde Maria herein. Oxenstierna und Erik sind bereits anwesend, ebenso der vor Schmerz fast wahnsinnige Gabriel sowie Arnold und Johan. Als Cristina ihre Cousine erneut nach dem Grund für ihre Traurigkeit fragt („Onde tal fremito tale mestizia?“), will diese ihn zuerst nicht nennen („Hanno i miei gemiti ragion secreta“), erklärt dann aber, dass sie Erik nicht heiraten könne, weil sie bereits einen anderen liebe. Alle sind entsetzt („Cielo! Dardo di fulgoro mi scese in sen“). Auf Cristinas Drängen offenbart Maria, dass es sich um Gabriel handelt. Wütend und enttäuscht erklärt Cristina, dass Gabriel und Maria sich niemals wieder sehen dürfen. Arnolds und Johans Hoffnung, Gabriel für ihre Zwecke zu gewinnen, steigt. Mit gebieterischer Geste verlässt Cristina den Saal, gefolgt von den Hofleuten, Oxenstierna und dem vor Enttäuschung tränenüberströmten Erik. Maria fällt bewusstlos in die Arme der Hofdamen. Gabriel will ihr beistehen, wird jedoch von Arnold und Johan festgenommen und abgeführt.

### Zweiter Akt

#### Dritter Teil: „La congiura“ – Die Verschwörung
Küste einer Insel im Saltsjön; im Hintergrund die Burg Tre Kronor [und die Stadt Stockholm]; Mondschein; [Fischerboote auf den ruhigen Wellen]
Szene 1. Hinter der Bühne singt ein Fischer ein Lied (Voce interna: „Voga, voga pescatore“). Ein Echo wiederholt einige der Worte.
Szene 2. In einem Boot trifft Cristinas Vetter Carlo Gustavo ein („Perchè nel rivederti, o materna mia terra“). Man hat ihm einen gefälschten Brief zugespielt, der ihn vor den Plänen Cristinas warnt. Diese neide ihm seinen Erfolg und wolle ihn mit Hilfe Oxenstiernas und weiterer Edelleute aus dem Weg räumen. Gustavo traut der Nachricht nicht, da er Arnolds Schrift erkannt hat. Um die Hintergründe zu erfahren und die von ihm verehrte Königin zu schützen, will er sich zum Schein den Verschwörern anschließen.
Szene 3. Jetzt erscheinen auch Arnold, Johan und Gabriel mit ihren Spießgesellen (Messenius: „Giungemmo inosservati“). Gustavo gibt sich ihnen zu erkennen. Er ist entsetzt, auch Gabriel bei ihnen anzutreffen. Der Plan der Verschwörer sieht vor, Cristina zu stürzen und Gustavo an ihre Stelle zu setzen. Während die anderen ihr Bündnis beeiden, schwört sich Gustavo insgeheim, Cristina zu retten.

#### Vierter Teil: „Disillusione“ – Desillusion
Cristinas Gemächer in der Burg; auf einer Seite eine kleine Betkammer
Szene 1. Nach ihrem Gebet lässt sich Cristina gedankenversunken einem Stuhl nieder. Sie ist zwar von Prunk und Reichtum umgeben, leidet aber unter der Undankbarkeit ihrer Untertanen („Dispogliata del serto e d’una corte“).
Szene 2. Oxenstierna tritt ein und versucht sie zu trösten, indem er sie an ihren großen Vater Gustav II. Adolf und ihre Abstammung vom Haus Wasa erinnert („T’inganni… De miei secreti affanni testimone tu sol“). Cristina teilt ihm mit, dass sie abdanken und den Thron ihrem Vetter überlassen wolle. Oxenstierna kann sie nicht umstimmen.
Szene 3. Cristinas Hofdamen kommen aufgeregt herein und berichten von dem begonnenen Aufstand („Armi… Fuoco…“ – „Correte volate, correte volate“). In der Ferne sind bereits die hasserfüllten Rufe der Verschwörer zu hören.
Szene 4. Die Wachen eilen herein, um Cristina zu schützen. Kurz darauf erscheint auch Maria, aufgelöst und dem Wahnsinn nahe.
Szene 5. Bevor Cristina die Flucht ergreifen kann, trifft Gustavo ein. Er beruhigt die Anwesenden damit, dass die Aufständischen bereits überwältigt und festgenommen wurden. Von ihm erfährt Cristina, dass auch Gabriel unter ihnen war.
Szene 6. Die Gefangenen werden hereingeführt, und die zutiefst betroffene Cristina verurteilt den treulosen Gabriel zum Tod. Alles Flehen Marias ist vergeblich. Oxenstierna und Erik geleiten die Königin ihre Gemächer, während Gustavo sich um Maria kümmert.

### Dritter Akt

#### Fünfter Teil: „L’abdicazione“ – Die Abdankung
[Zimmer im Haus Carlo Gustavos]
[Szene 1.] Gustavo betrachtet grüblerisch ein Bildnis Cristinas, mit der ihn einst eine gegenseitige Liebe verband. Ein Page meldet, dass die Königin ihn bei Sonnenuntergang im Schloss erwarte.
Königliche Gemächer
Szene 1 [2]. Cristina hat ihre Rücktrittspläne und ihre Sehnsucht nach einem den Künsten gewidmeten Leben in Italien schriftlich festgehalten und deklamiert diesen Text für sich selbst („O! Tu genio de’ secoli che furo“).
Szene 2 [3]. Gustavo tritt ein und grüßt Cristina respektvoll („A te Regina!“ – „A me congiunto or vieni suddito“). Sie informiert ihn über ihren Wunsch, zu seinen Gunsten abzudanken. Gustavo versucht, sie umzustimmen. Er erinnert sie an ihre einstige Liebe und seinen Wunsch, mit ihr gemeinsam zu regieren. Obwohl Cristina nachdenklich wird, bleibt sie bei ihrem Entschluss und fordert ihn auf, sie zum Rat zu begleiten.
Großer Ratssaal
Im Hintergrund eine große Tür; links ein Tisch mit Schriftstücken; um diesen herum die Senatoren unter dem Vorsitz Oxenstiernas; links Gabriel und die Verschwörer unter Aufsicht der Wachen; der Eingang ist von Bewaffneten gesichert; Trauerlampen erhellen den düsteren Ort
Szene 3 [4]. Die Senatoren verkünden das Todesurteil für die Aufständischen („Nel tempio delle leggi e del rigor“). Als sie abgeführt werden sollen, öffnet sich die Tür.
Letzte Szene. In vollem königlichen Ornat tritt Cristina ein. Sie führt Gustavo und Maria an der Hand und wird von Edelleuten, Hofdamen, Dienern und Bewaffneten begleitet. Cristina unterbricht die Sitzung, begnadigt die Verschwörer („Ogni delitto non ammenda la morte“), verkündet ihren Rücktritt zugunsten Gustavos und erklärt ihr Einverständnis zur Hochzeit Marias und Gabriels. Anschließend krönt sie persönlich den vor ihr knienden Gustavo und verheißt ihm eine glänzende Regierungszeit. Gustavo versichert, dass er zum Wohl des Volkes regieren wird („Al fior di Svezia innante giuro volarmi“). Alle schwören dem neuen König ihre Gefolgschaft.

## Gestaltung

### Orchester
Die Orchesterbesetzung der Oper enthält die folgenden Instrumente:
- Holzbläser: Piccoloflöte, zwei Flöten, zwei Oboen, zwei Klarinetten, zwei Fagotte
- Blechbläser: vier Hörner, zwei Trompeten, drei Posaunen, Cimbasso
- Pauken, Schlagzeug: große Trommel, Becken
- Harfe
- Streicher: Violinen 1, Violinen 2, Bratschen, Violoncelli, Kontrabässe

### Musiknummern
Die Oper enthält die folgenden Musiknummern:
- Ouvertüre: Andante maestoso d-Moll – D-Dur 3/4 – alla breve – 3/2

Erster Akt, erster Teil
- Nr. 1. Introduktion (Cristina, Maria, Gabriel, Johan, Messenius, Chor): „L’inno levate, o Popolo, l’inno del cor felice“ (Szene 2)
- Nr. 2. Romanze und Duett (Maria, Gabriel)
  - Gabriel: „Le fredde goccie dell’uomo che muor suda il mio fronte e suda sangue il cor“ (Szene 3)
  - Maria, Gabriel: „Gabriel!“ – „Maria! Spirto gentile che irrevocabil cenno“ (Szene 4)

Erster Akt, zweiter Teil
- Nr. 3. Chor vor dem Finale I: „Voci ascose dell’ aure odorate per l’azzurro del cielo natanti“ (Szene 1)
- Nr. 4. [Finale I:] (Cristina, Maria, Gabriel, Erik, Johan, Oxenstierna, Messenius, Chor)
  - Cristina: „Onde tal fremito tale mestizia?“ (Szene 2)
  - Maria: „Hanno i miei gemiti ragion secreta“ (Szene 2)
  - Tutti: „Cielo! Dardo di fulgoro mi scese in sen“ (Szene 2)

Zweiter Akt, dritter Teil
- Nr. 5. Praeludium und Romanze
  - Voce interna: „Voga, voga pescatore, canta gli astri e canta il mare“ (Szene 1)
  - Gustavo: „Perchè nel rivederti, o materna mia terra“ (Szene 2)
- Nr. 6. Verschwörung (Gustavo, Messenius, Johan, Chor)
  - Messenius: „Giungemmo inosservati. È grave ed’ alta la cagion del convegno“ (Szene 3)
  - „Gustavo non giunse ancor fra noi?“ (Szene 3)
  - „[…] col fuoco sperdiam di tanta molezza le gioje lascive“ (Szene 3)

Zweiter Akt, vierter Teil
- Nr. 7. Duett (Cristina, Oxenstierna)
  - Cristina: „Dispogliata del serto e d’una corte“ (Szene 1)
  - „T’inganni… De miei secreti affanni testimone tu sol“ (Szene 2)
  - „Ravviso l’altera figlia in te del gran Gustavo coronato di gloria“ (Szene 2)
  - „Altra fiamma dei Wasa più degna altr’ affetto più puro più santo“ (Szene 2)
- Nr. 8. Finale II (Chor der Verschwörer, Damen, Cristina, Oxenstierna)
  - „Armi… Fuoco…“ – „Correte volate, correte volate, già la fiamma s’appende alla Regia“ (Szene 3)
  - „Che avvenne? parlate… Narrate: che fu? che fu?“ (Szene 3)
  - „Per tutto un’ ondata di faci serpeggia“ (Szene 3)

 Dritter Akt, fünfter Teil
- Nr. 9. Duett (Cristina, Gustavo)
  - „O! Tu genio de’ secoli che furo“ (Szene 1)
  - „A te Regina!“ – „A me congiunto or vieni suddito“ (Szene 2)
- Nr. 10. Chor und Romanze (Oxenstierna, Gabriel, Messinius, Johan, Chor di Senatori): „Nel tempio delle leggi e del rigor“ (Szene 3)
- Nr. 11. Finale III (Cristina, Gustavo, Maria, Gabriel, Erik, Johan, Oxenstierna, Messenius, Chor)
  - „Ogni delitto non ammenda la morte“ (letzte Szene)
  - Gustavo: „Al fior di Svezia innante giuro volarmi a lei tutti i pensieri“ (letzte Szene)
  - „O generosa e pia“ (letzte Szene)

### Musik
Foronis Musik zeichnet sich durch eine melodische Erfindungsgabe aus, die an Giuseppe Verdi erinnert. Die Instrumentierung geht über diejenige der zeitgenössischen italienischen Opern hinaus und zeigt im Detaillierungsgrad und dem häufigeren Gebrauch des Kontrapunkts Einflüsse des mitteleuropäischen Stils.
Die Ouvertüre enthält eine veredelte Fassung der „Näckens polska“ – eines Stücks, das im Europa des 19. Jahrhunderts allgemein mit Schweden und Skandinavien assoziiert und vielfach musikalisch verarbeitet wurde.
Die Triester Zweitfassung unterscheidet sich in einigen Punkten von der Urfassung. Das Concertato im ersten Akt (Nr. 1) ist hier kürzer und wurde von D-Dur nach C-Dur transponiert. Das Duett Maria/Magnus am Ende der ersten Teils wurde gekürzt. Cristina schickt Maria nun abrupt hinaus, um mit Magnus alleine zu sprechen und ihm ihre Liebe zu erklären. Für das an dieser Stelle neue Duett Cristina/Magnus nutzte Foroni Teile der ursprünglichen Musik. Am Anfang des dritten Akts gibt es eine zusätzliche reflektierende Arie Gustavos, in dem dieser seiner Jugendliebe zu Cristina gedenkt. Anders Wiklund, der Herausgeber der Kritischen Ausgabe, meinte, diese Ergänzungen würden die Proportionen des Akts vollkommen durcheinanderbringen.

## Werkgeschichte
In den 1840er Jahren erreichte die Operntruppe von Vincenzo Galli nach einer zweijährigen Skandinavien-Tournee Schweden. Ihre Aufführungen im Stockholmer Mindre Teatern von Anders Lindberg waren so erfolgreich, dass die Königliche Hofoper ihnen von Oktober 1848 bis April 1849 ihre eigene Bühne zur Verfügung stellte. Aufgrund verschiedener Konflikte musste diese Zusammenarbeit jedoch bereits im Januar 1849 wieder beendet werden, und die Truppe kehrte an das Mindre Teatern zurück. Da außerdem der Dirigent Paolo Sperati das Ensemble verließ, engagierte Galli als Ersatz den italienischen Komponisten und Dirigenten Jacopo Foroni. Dieser hatte aufgrund seiner Teilnahme am Mailänder Volksaufstand „Cinque Giornate“ aus Italien fliehen müssen und erreichte Stockholm im Dezember 1849 (nach anderen Quellen war er bereits während der Tournee Mitglied der Operntruppe Gallis). Dort führte er verschiedene zeitgenössische italienische Opern auf. Bereits nach einem Monat begann er mit der Komposition seiner Oper Cristina, regina di Svezia auf ein Libretto von Gian Carlo Casanova, dem Bariton der Operntruppe. Er widmete die Musik dem damaligen schwedischen König Oskar I., der selbst eine musikalische Ausbildung besaß und 1834 persönlich die unvollendet hinterlassene Oper Ryno des Komponisten Edvard Brendler fertiggestellt hatte. Das Libretto von Foronis Oper ist der Königinmutter Désirée gewidmet.
Die Uraufführung fand am 19. oder 22. Mai 1849 im königlichen Theater in Stockholm statt. Laut Angabe im Libretto sangen Rosina Penco (Cristina), Alex. Deleen (Maria Eufrosina), Gian Carlo Casanova (Oxenstierna), Francesco Ciaffei und/oder Ettore Caggiati (Erik und Magnus Gabriel de la Gardie), Luigi Della Santa (Carlo Gustavo), Vincenzo Galli (Arnold Messenius) und N. Giuseppini (Johan). Die Aufführung war ein großer Erfolg. Foroni erhielt daraufhin den Wasaorden und wurde zum Hofkapellmeister ernannt. Im Publikum befand sich auch der Dichter Hans Christian Andersen, der in seiner Autobiografie begeistert darüber berichtete.

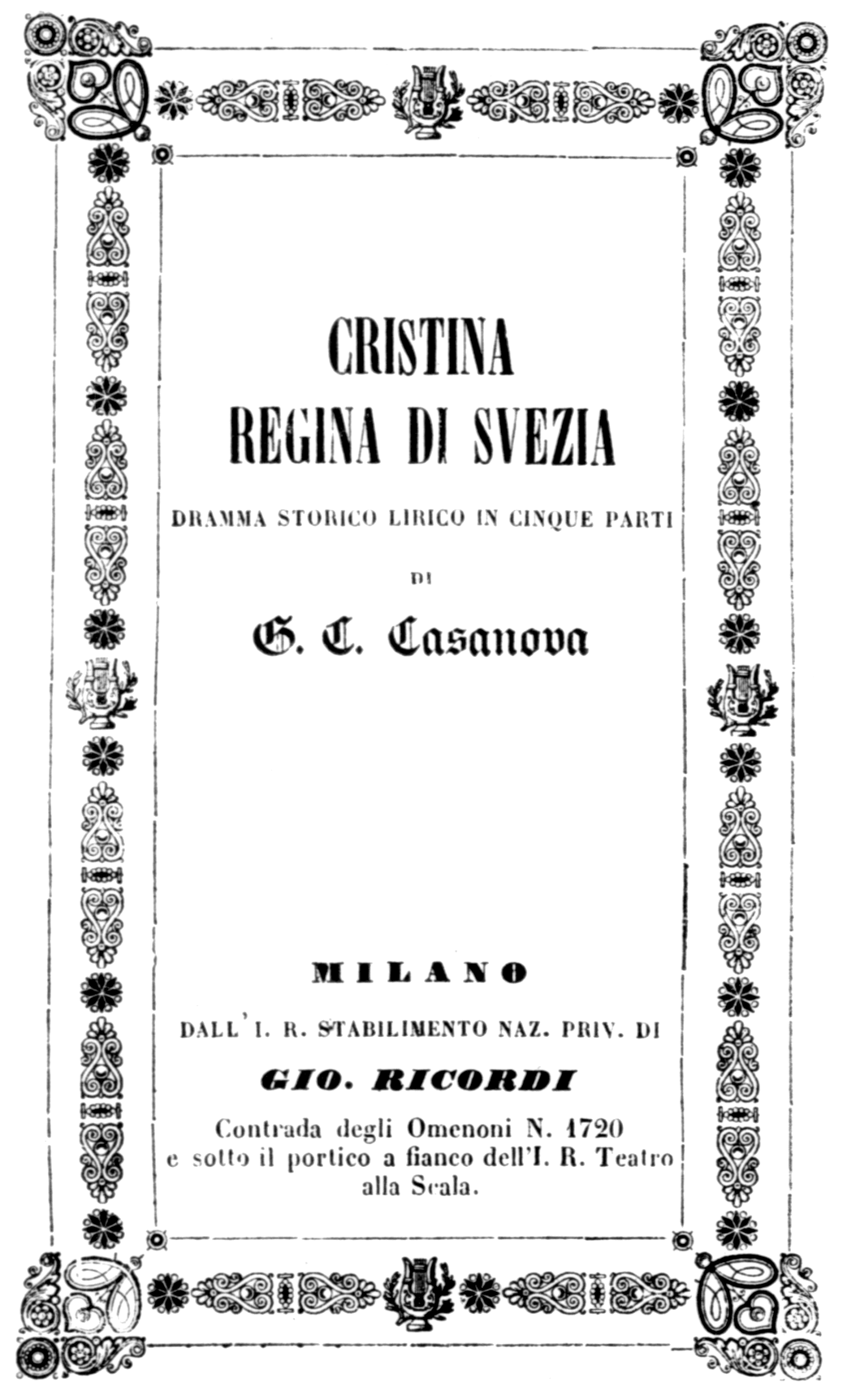
Titelblatt des Librettos der Zweitfassung, Mailand 1850

Am 28. September 1850 wurde das Werk am Teatro Civico in Triest gezeigt. Hier sangen Carolina Grutner (Cristina), Amalia Viezzoli de Silvestrini (Maria Eufrosina), Cesare Dalla Costa (Oxenstierna), Pietro Vignola (Erik), Gaetano Fraschini (Magnus Gabriel de la Gardie), Filippo Colini (Carlo Gustavo), Francesco Reduzzi (Arnold Messenius) und Giovanni Petrovich (Johan). Für diese Produktion überarbeitete Foroni die Oper, indem er einige Szenen ergänzte, andere Stellen kürzte und die Musik neu instrumentierte. Obwohl die Rezensionen auch hier positiv ausfielen, gelangte das Werk nie ins Repertoire.
Das Autograf der Triester Fassung ist im Ricordi-Archiv erhalten. Die Partitur der Erstfassung wurde in neuerer Zeit anhand einer Referenz-Kopie des Mindre Teatern rekonstruiert. Für die erste Aufführung in neuerer Zeit, die 2007 konzertant durch die Vadstena-Akademie im Rahmen des Vadstena-Festivals stattfand, erstellte Anders Wiklund eine Kritische Ausgabe.
Eine szenische Wiederentdeckung gab es erst 2013 durch die irische Wexford Festival Opera. Der Regisseur Stephan Medcalf verlegte die Handlung in die 1930er Jahre und ließ sich thematisch von der Abdankung des englischen Königs Eduard VIII. inspirieren. Für Bühne und Kostüme war Jamie Vartan zuständig. Der Dirigent war Andrew Greenwood. Die Titelrolle sang Helena Dix. Die Produktion war bei Publikum und Kritik ein großer Erfolg. Sie wurde bei den International Opera Awards 2014 als „beste Wiederentdeckung“ ausgezeichnet.
Weitere Aufführungen gab es 2014 in der Cadogan Hall in London durch die Chelsea Opera Group. Auch hier dirigierte Andrew Greenwood. Wie in Wexford wurden auch die Londoner Aufführungen umjubelt.
Die deutsche Erstaufführung gab es am 21. Mai 2016 im Oldenburgischen Staatstheater in der Inszenierung von Michael Sturm und der Ausstattung von Stefan Rieckhoff unter der musikalischen Leitung von Vito Cristófaro. Miriam Clark sang die Partie der Königin Cristina.

## Aufnahmen
- 4. August 2007 – Tobias Ringborg (Dirigent), Orchester und Chor der Vadstena Academy.
 Liine Carlsson (Cristina), Nina Saetherhaug (Maria Eufrosina), Kosma Ranuer (Oxenstierna), Robert Lind (Erik), Alexander Grove (Magnus Gabriel de la Gardie), Linus Börjesson (Carlo Gustavo), Anton Ljungstedt (Arnold Messenius), Fredrik Annmo (Johan), Iréne Lindh (Cristina, gesprochene Texte).
 Live aus dem Vadstena Castle.
 Radiosendung.[14]
- August 2010 – Tobias Ringborg (Dirigent), Göteborger Symphoniker, Gothenburg Symphony Chorus.
 Liine Carlsson (Cristina), Ann-Kristin Jones (Maria Eufrosina), Kosma Ranuer (Oxenstierna), Iwar Bergkwist (Erik), Daniel Johansson (Magnus Gabriel de la Gardie), Fredrik Zetterström (Carlo Gustavo).
 Studioaufnahme aus dem Stjöströmsalen der Academy of Music and Drama, Universität Göteborg.
 Sterling CDO-1091/1092-2.[15]
- 3. November 2013 – Andrew Greenwood (Dirigent), Chor und Orchester der Wexford Festival Opera.
 Helena Dix (Cristina), Lucia Cirillo (Maria Eufrosina), David Stout (Oxenstierna), Patrick Hyland (Erik), John Bellemer (Magnus Gabriel de la Gardie), Igor Golovatenko (Carlo Gustavo), Thomas Faulkner (Arnold Messenius), Daniel Szeili (Johan).
 Live aus Wexford.
 Aufnahme des Irischen Rundfunks.[9]
- 21. Mai 2016 – Vito Cristófaro (Dirigent), Oldenburgisches Staatsorchester, Chor und Extra-Chor des Oldenburgischen Staatstheaters.
 Miriam Clark (Cristina), Melanie Lang (Maria Eufrosina), Ill-Hoon Choung (Oxenstierna), Alexander Murashov (Erik), Paulo Ferreira (Magnus Gabriel de la Gardie), Daniel Moon (Carlo Gustavo), Tomasz Wija (Arnold Messenius), Philipp Kapeller (Johan).
 Live aus dem Staatstheater Oldenburg.
 Radiosendung auf NDR Kultur und Deutschlandfunk Kultur.[16][17]

## Digitalisate
- Cristina di Svezia: Noten und Audiodateien im International Music Score Library Project
- Libretto (italienisch/schwedisch), Stockholm 1849. Digitalisat bei Google Books
- Libretto (italienisch), Mailand 1850. Digitalisat bei Google Books